# Flawil
Flawil é uma comuna da Suíça, no Cantão São Galo, com cerca de 9.681 habitantes. Estende-se por uma área de 11,45 km², de densidade populacional de 846 hab/km². Confina com as seguintes comunas: Degersheim, Gossau, Herisau (AR), Oberbüren, Oberuzwil. 
A língua oficial nesta comuna é o Alemão.

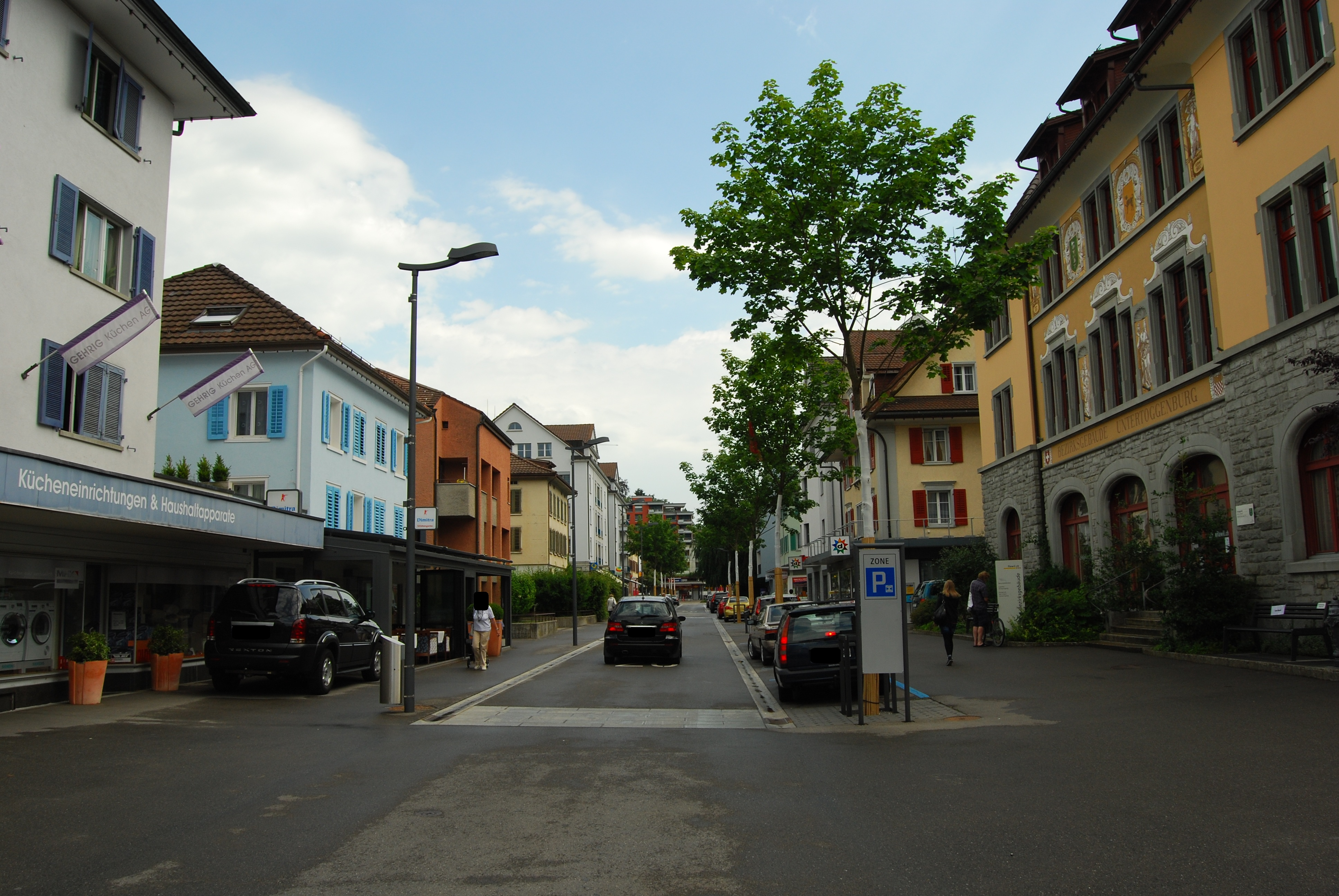
Flawil - Bahnhofstrasse